# Tordeuse de la pelure
Tordeuse de la pelure est le nom vernaculaire de deux espèces de papillons nuisibles de la famille des Tortricidae, tribu des Archipini, trouvés notamment en France. Ce sont : 
- Adoxophyes orana appelée plus simplement Capua trouvée plutôt dans le nord de la France.
- Pandemis heparana trouvée plutôt dans le sud du pays.

Ils doivent ce nom au fait que leurs chenilles s'attaquent notamment à la peau des fruits.
Si on a besoin de préciser l'espèce en cause on fait suivre le nom vernaculaire de Capua ou Pandemis. On parle ainsi de « Tordeuse de la pelure Capua » et de « Tordeuse de la pelure Pandemis ».

## Galerie

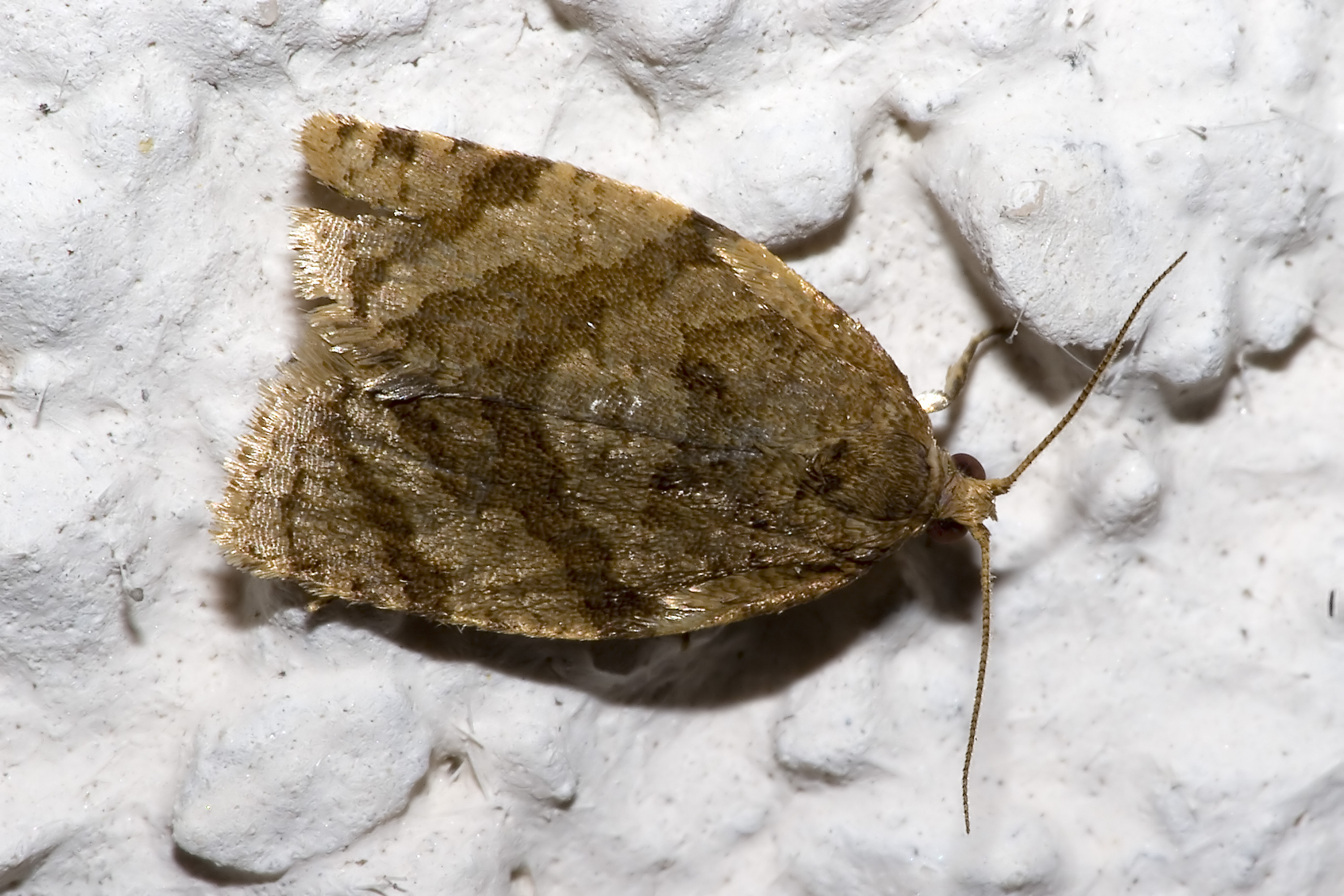
Adoxophyes orana
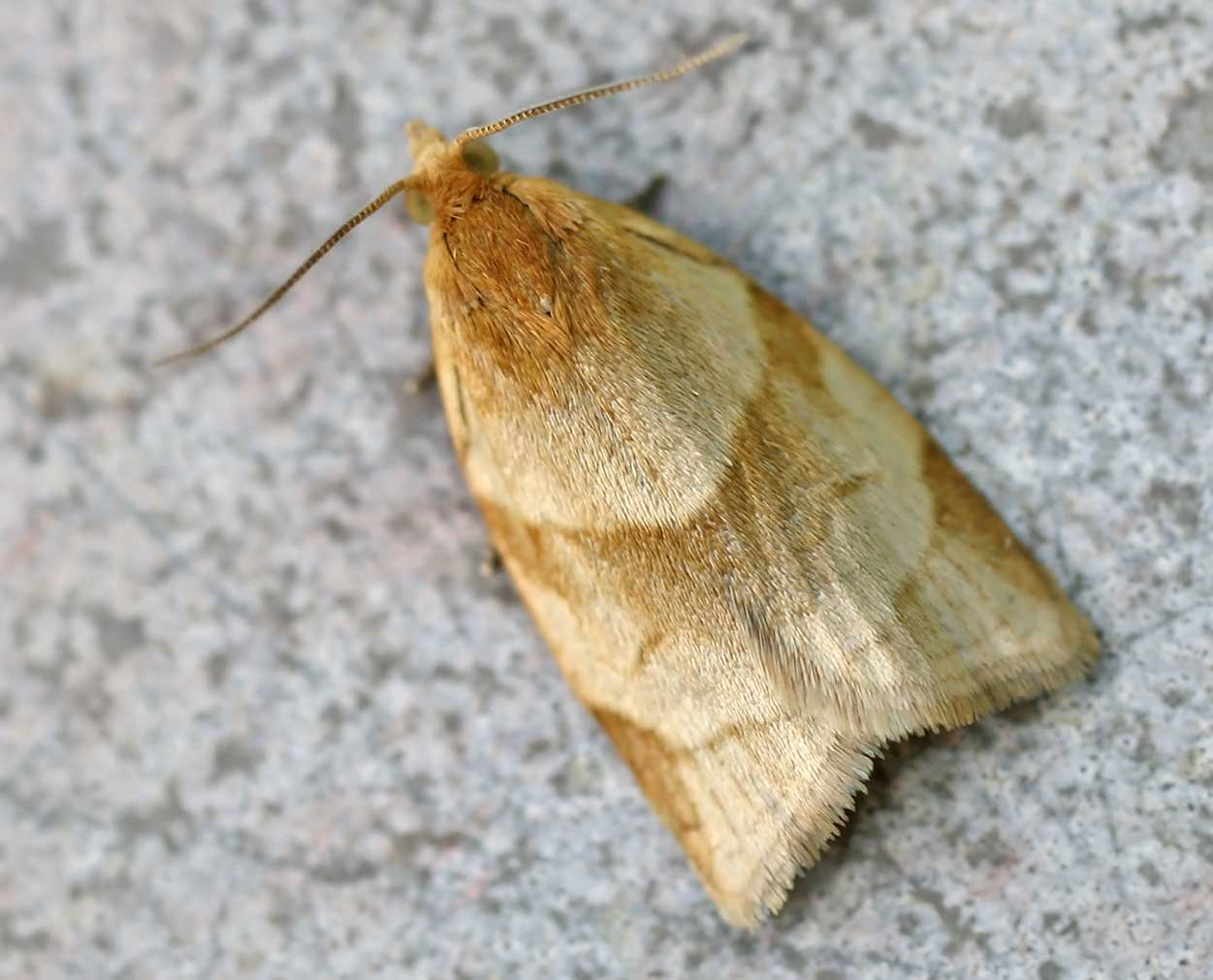
Pandemis heparana